# Maledivische Literatur
Unter der Maledivischen Literatur versteht man die Literatur der Malediven. Das erste Auftreten fand am Ende des 12. Jahrhunderts statt, denn auf diese Zeit wird der erste sogenannte Lōmāfānu, eine Art zusammenhängende verkupferte Tafel, datiert. Der wohl wichtigste Lōmāfānu ist der Bodugalu Miskiy Lōmāfānu, der auf dem Haddhunmathi-Atoll gefunden wurde.

## Moderne Literatur
Husain Salaahuddinn schrieb Siyarathunnabaviyyaa, die bekannteste religiöse Literatur der Moderne. 

Weitere bekannte Autoren sind:
- Bodufenvalhuge Sidi,
- Saikuraa Ibrahim Naeem,
- Maulavi M.I. Umari,
- U. Easa,
- A. Sadiq,
- H.H. Habeeb,
- F. Nahula,
- A. Husain,
- A. Faiza,
- Ali Musthafa und
- Ibrahim Shihab (Sohn von Husain Salaahuddin).